# Åsbyskogen
Åsbyskogen är en bebyggelse vid södra stranden av Hjälmaren i Stora Mellösa socken i Örebro kommun. Från 2015 avgränsar SCB här en småort.